# Szenvedélyes nők
A Szenvedélyes nők egy bemutatás előtt álló 2025-ös magyar romantikus filmvígjáték-dráma Herendi Gábor rendezésében. A forgatókönyv A nők megkísértése (Ženy v pokušení) című 2010-es cseh film adaptációjaként készült. A főbb szerepekben Balsai Móni, Básti Juli és Varga-Járó Sára látható. 
Magyarországon a tervek szerint 2025. november 27-én mutatják be a mozikban. A magyar bemutató mellett a film már biztosan mozikba kerül Romániában és Szlovákiában is.

## Történet
A forgalmazó által kiadott sajtónyilatkozat szerint:
A negyvenes Lilla (Balsai Móni) párterapeutaként dolgozik, és egész életét a családjának szentelte. Ezért is éri váratlanul, amikor elhagyja a férje egy fiatal műkörmösért. Lilla lánya, Zsófi (Varga-Járó Sára) és az anyja, az egykor ismert színésznő, Vilma (Básti Juli) elhatározzák, hogy kirángatják a nőt a depresszióból és önsajnálatból és ráveszik, hogy kezdjen el újra randizni. Lilla évtizedek óta nem volt szingli, így kezdetben ellenáll, és titokban még mindig abban reménykedik, hogy a férje visszatér hozzá. Ezért az anyja cselhez folyamodik, és elhívja a lányát és az unokáját vidéki nyaralójukba, ahol bemutat neki egy sármos újságírót, aki Vilma önéletrajzi könyvét írja. A helyzetet bonyolítja, hogy Zsófi barátja is próbálja összehozni Lillát egy nagyszájú kollégájával, aki teljesen váratlanul toppan be és még jobban összekuszálja az eseményeket.

## Szereplők
- Balsai Móni
- Básti Juli
- Varga-Járó Sára
- Lengyel Benjámin
- Lengyel Tamás
- Bányai Kelemen Barna
- Scherer Péter
- Fodor Annamária
- Mészáros Máté
- Frenreisz Károly

## A film készítése
Az eredeti cseh film hazájában az egyik legnépszerűbb hazai mozifilm lett több mint 1,2 millió nézővel. A produkció író-rendezője Jiří Vejdělek volt.
A két producer, Kárpáti György és Berta Balázs a Futni mentem készítésével párhuzamosan talált rá a történetre, amelynek írására Divinyi Rékát, rendezésére Herendi Gábort kérték fel. A Futni mentem után a producereknek ez a második közös munkája Herendi Gáborral. 
A forgatás egy része Budapesti XII. kerületében zajlott.